# Tortuga mossegadora
La tortuga mossegadora (Chelydra serpentina) és una espècie de tortuga d'aigua de la família Chelydridae. Viu en àrees amb aigües abundants, a menys de 1.200 m entre el sud del Canadà i l'Equador. Prefereix els fons de fang amb molta vegetació.

## Morfologia
La seva closca és de color oliva, mesura entre 40 i 50 cm de longitud, aplanada amb escuts dorsals rugosos. Els escuts marginals tenen una vora dentada. El plastró és petit, en forma de creu, amb pont molt estret, de color groc o castany. El cap és voluminós, cobert per diverses protuberàncies com espines, tres d'aquestes allargades a la barbeta. Morro en forma de pic, amb mandíbula potent i d'1 a 3 parells de barbicel·les submandibulars tàctils; el primer parell és molt més llarg que els altres.
Potes robustes semipalmejades, urpes, cua gruixuda molt llarga, amb una sèrie de puntes i escates destacades. Extremitats posteriors més llargues que les anteriors, proveïdes de membranes interdigitals desenvolupades i ungles gruixudes i llargues. Té 5 dits en les extremitats anteriors i 4 en les posteriors.

## Ecologia
Caçadora nocturna molt activa. Captura peixos, aus, amfibis, rèptils menors, petits mamífers, mol·luscs, crustacis i insectes. S'alimenta també de carronya i de certs vegetals (Elodea, Polygonum, Nymphaeca i Typha).
Els mascles aconsegueixen la maduresa sexual entre els 4 i 5 anys, mentre que les femelles entre els 6 i 7 anys. Durant l'aparellament, el mascle reté la femella amb les urpes, per poder posar-hi la seva cloaca en juxtaposició i inserir un dels seus hemipenis. La femella pon, en forats de 10 a 14 cm de profunditat, de 20 a 30 ous rodons, blancs, de 2 a 3,5 cm de diàmetre. El temps d'incubació fluctua entre 9 i 18 setmanes, depenent del clima.

## Taxonomia
N'inclou dues subespècies: 
- Chelydra serpentina serpentina (Linnaeus, 1758), tortuga mossegadora nord-americana: Canadà i Estats Units (excepte Florida i Geòrgia).
- Chelydra serpentina osceola (Stejneger, 1918), tortuga mossegadora de Florida: Geòrgia i Florida.

Les antigues subespècies (Chelydra serpentina rossignoni i Chelydra serpentina acutirostris) avui són considerades dues espècies independents del mateix gènere (Chelydra rossignoni i Chelydra acutirostris, respectivament).

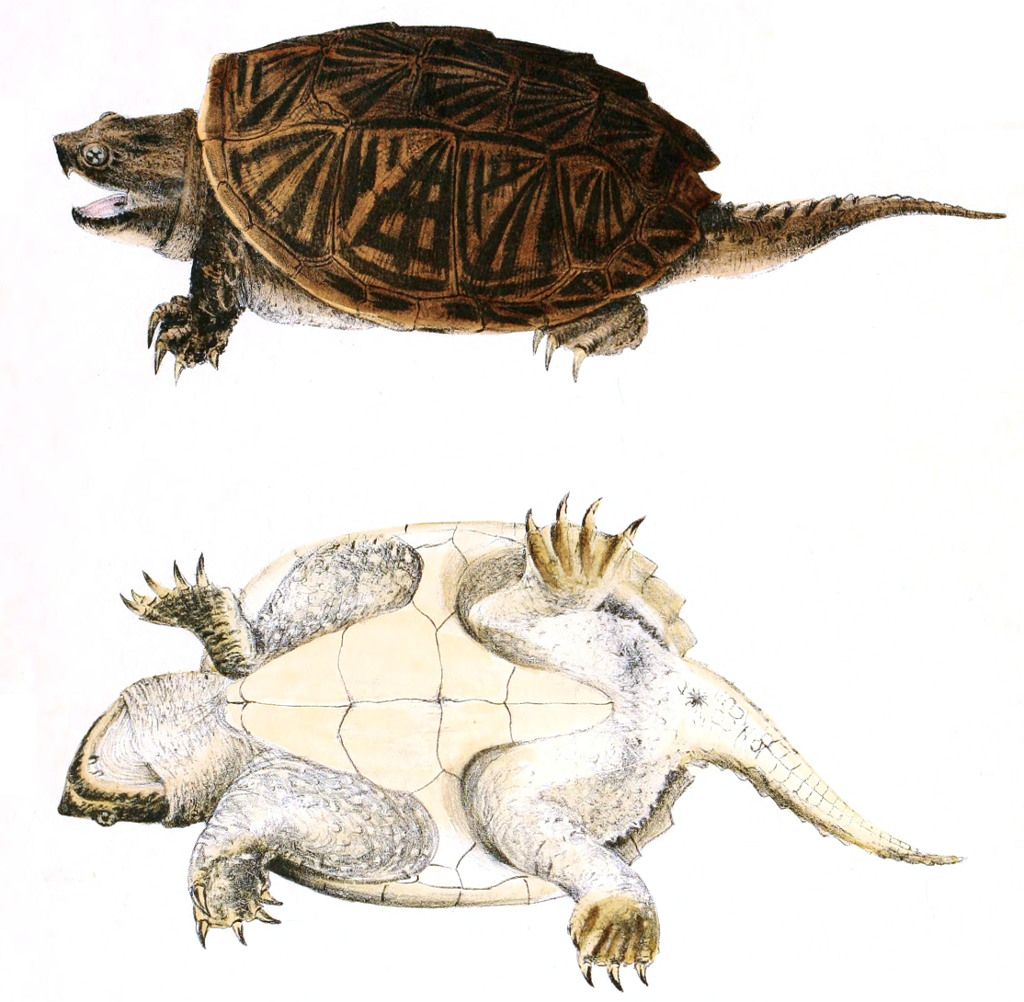
Chelydra serpentina.
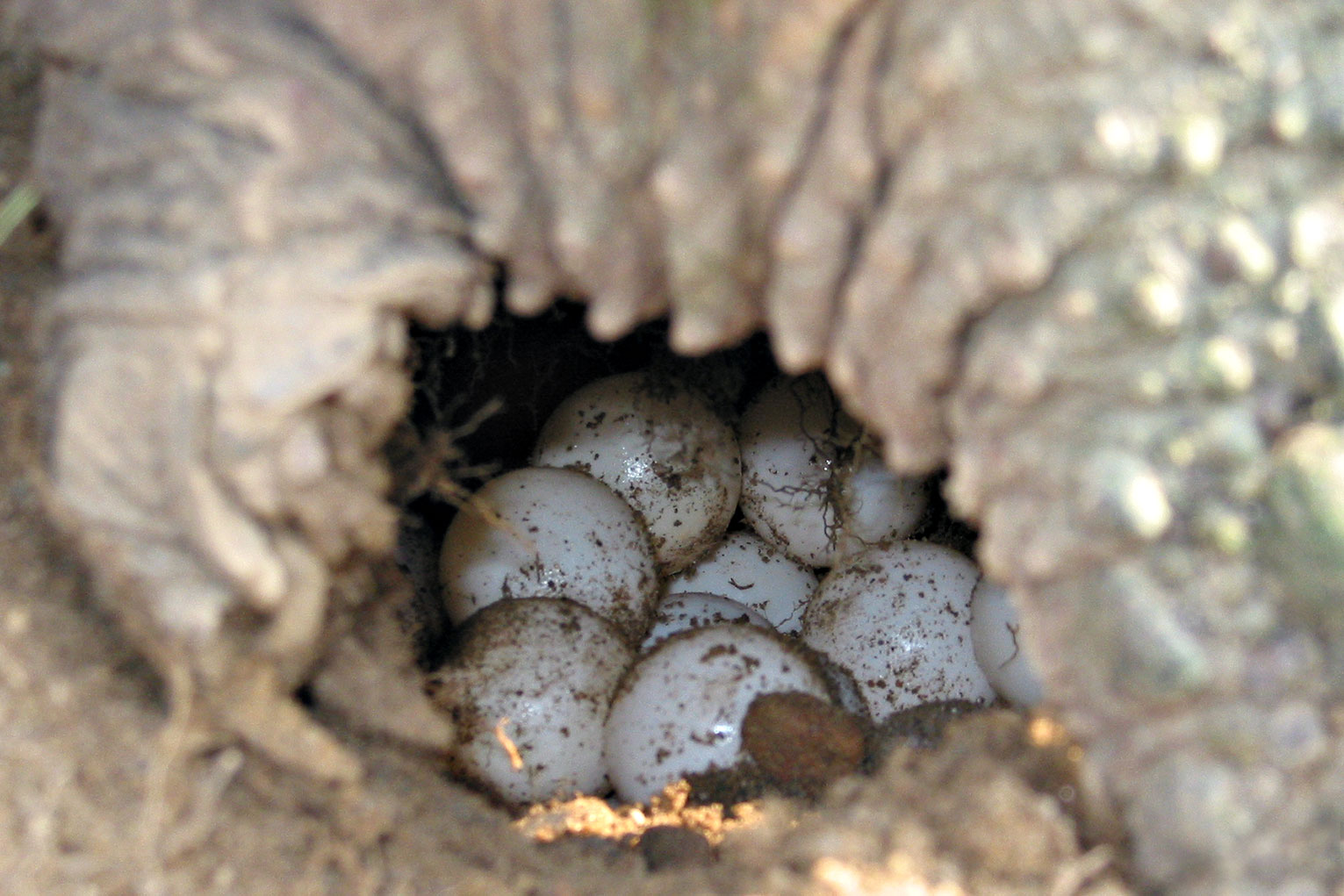
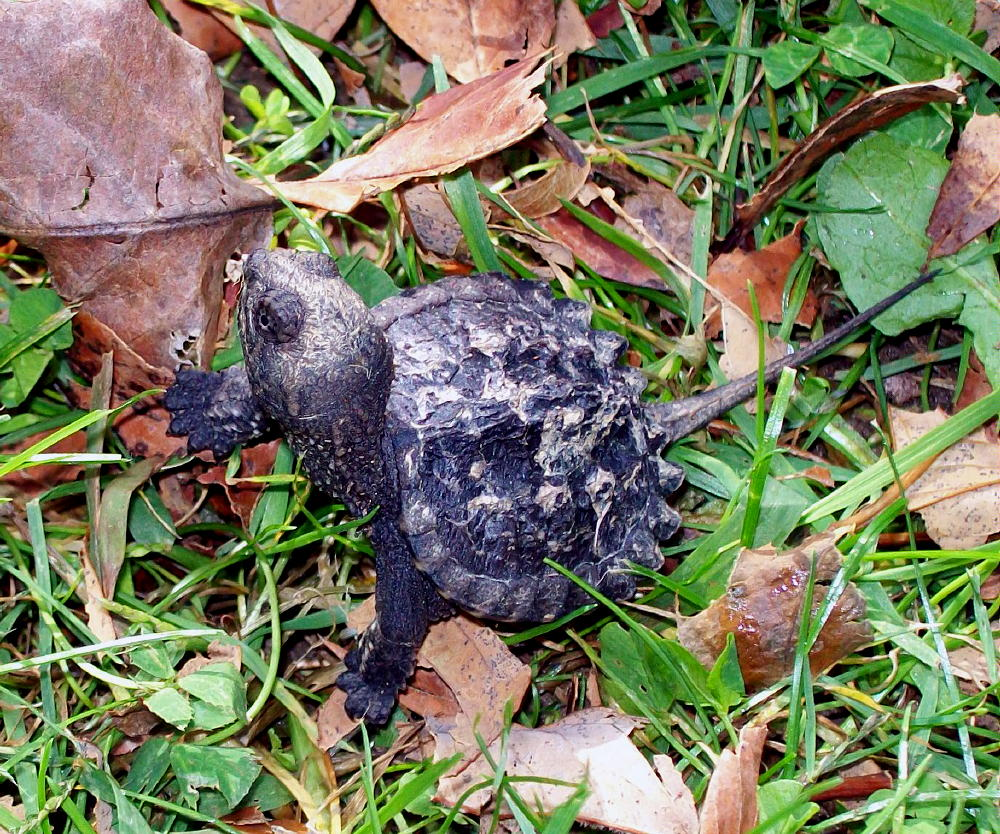
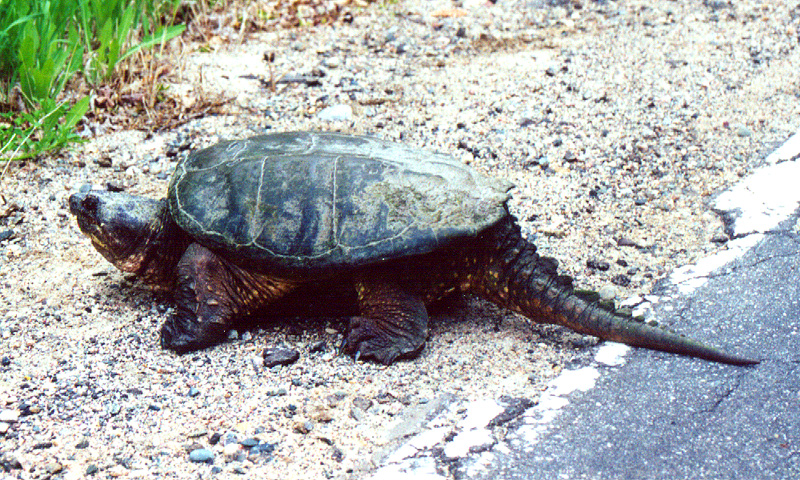
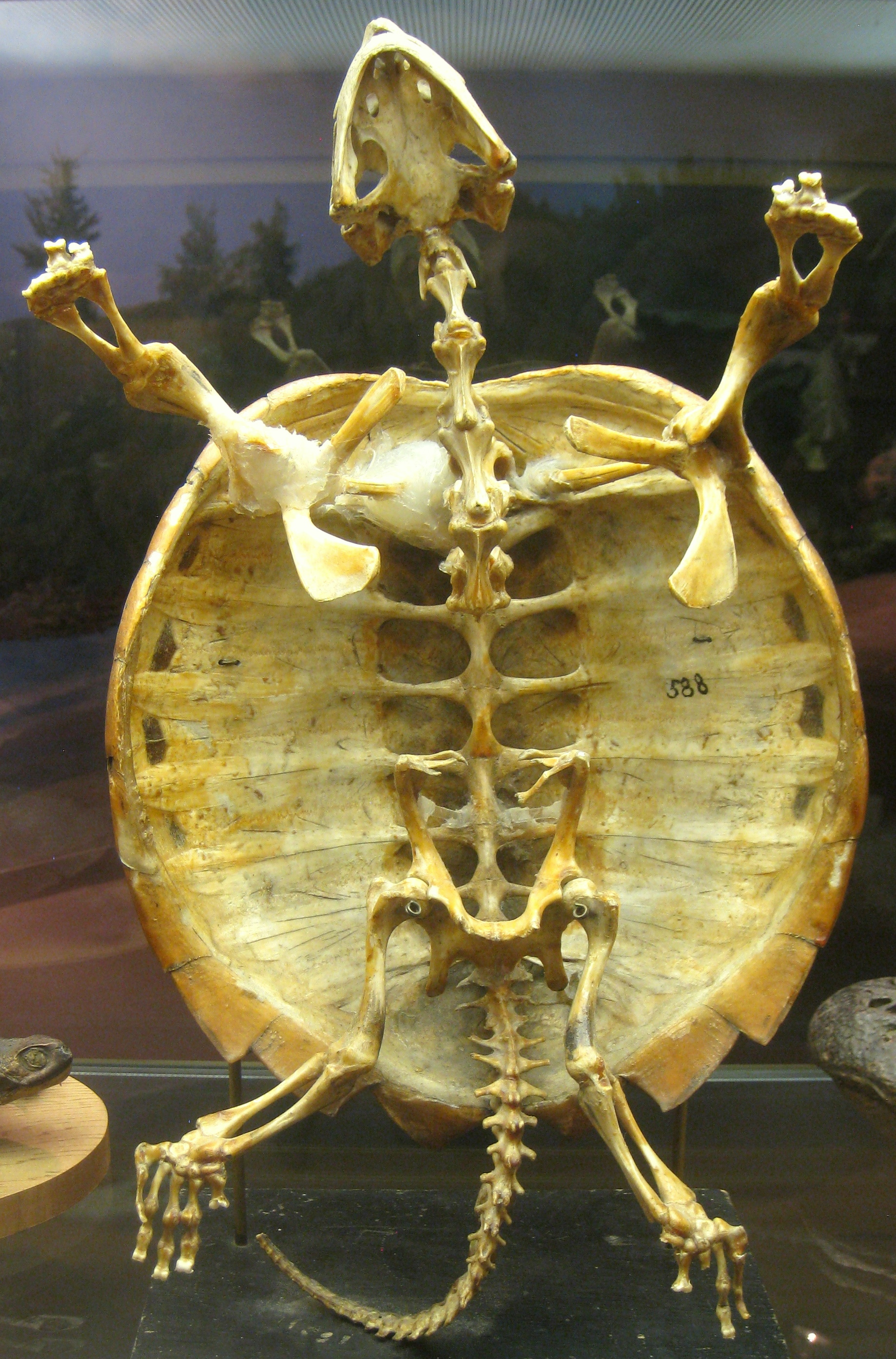
Esquelet al Museu de Ciències de Boston.
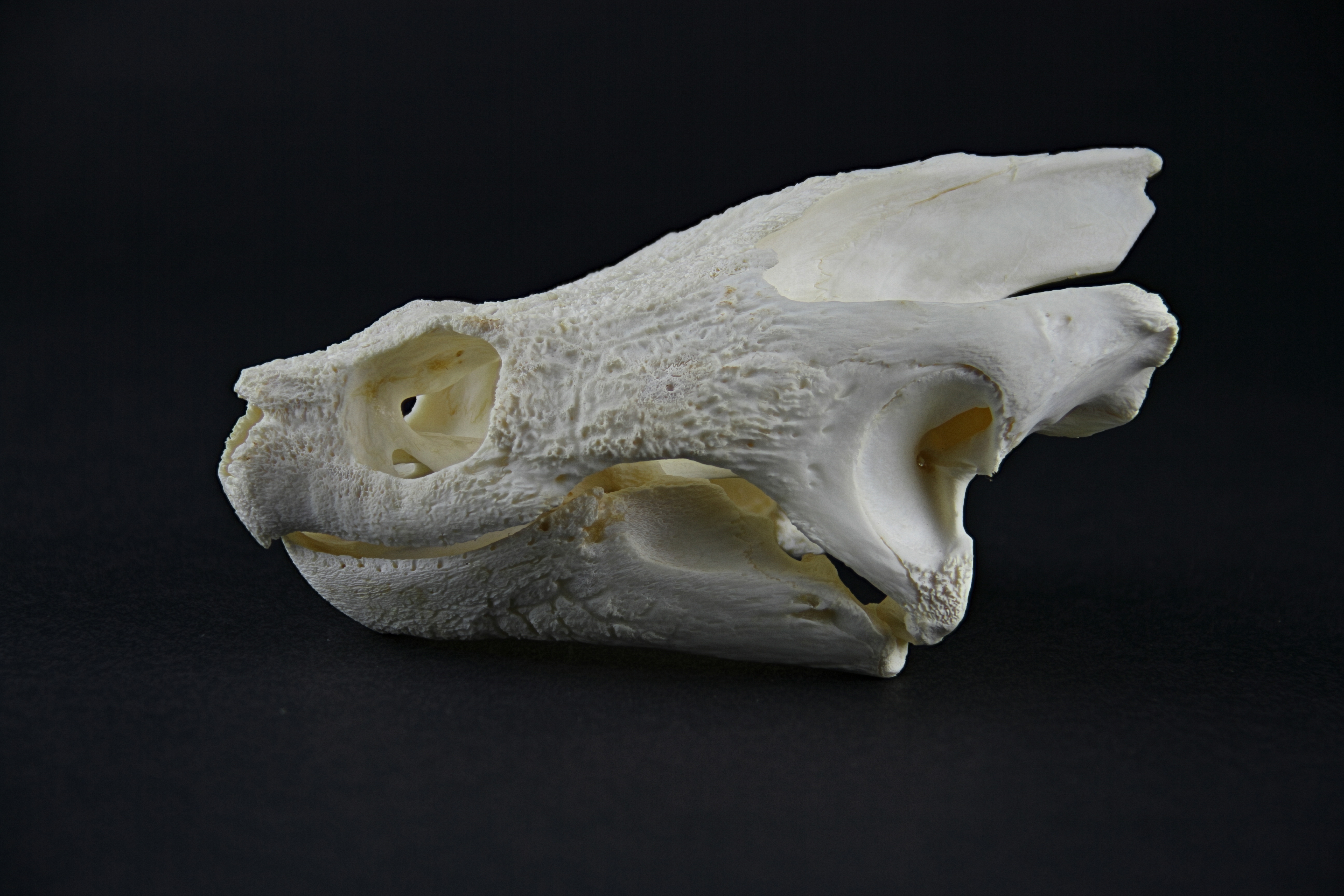
Crani de Chelydra serpentina.